# Solution de Knop
Pour les articles homonymes, voir Knop.
La solution de Knop (ou liquide de Knop) a été inventée par le chimiste allemand Wilhelm Knop (1817-1891).
Le liquide de Knop est utilisé en biologie dans le cadre d'expériences sur la croissance de végétaux en laboratoire et, plus particulièrement, la culture des plantes à chlorophylle. Cette solution minérale ne contient, du point de vue des atomes qui la composent, que de l'oxygène, de l'hydrogène, de l'azote, du soufre, du phosphore, du potassium, du magnésium, du calcium et du fer, bien qu'on puisse y ajouter des microéléments tels que le zinc, le manganèse et le bore.
Il existe différentes formulations du liquide de Knop. Aucune de ces différentes solutions ne possède de source de carbone. Elles permettent de tester les besoins des plantes en tel ou tel élément non carboné.

## Liquide de Knop complet
- 1,00 g de nitrate de calcium
- 0,25 g de nitrate de potassium
- 0,25 g de sulfate de magnésium
- 0,25 g de phosphate monopotassique (dihydrogénophosphate de potassium)
- 1,00 mg (traces) de sulfate ferrique (sulfate de fer(III))
- q.s.p. 1000 ml d'eau distillée

## Liquide de Knop sans phosphore
- 1,00 g de nitrate de calcium
- 0,50 g de nitrate de potassium
- 0,25 g de sulfate de magnésium
- 1,00 mg (traces) de sulfate ferrique
- q.s.p. 1000 ml d'eau distillée.                       Plante de petite taille.              Jaunissement à l'extrémité des feuilles

## Liquide de Knop sans potassium
- 1,00 g de nitrate de calcium
- 0,25 g de sulfate de magnésium
- 0,25 g de phosphate d'ammonium
- 1,00 mg (traces) de sulfate ferrique
- q.s.p. 1000 ml d'eau distillée

## Liquide de Knop sans azote
- 1,00 g de chlorure de calcium
- 0,25 g de phosphate mono potassique
- 0,50 g de chlorure de potassium
- 0,25 g de sulfate de magnésium
- 1,00 mg (traces) de sulfate ferrique
- q.s.p. 1000 ml d'eau distillée

Attention à bien respecter les dosages.